# Francisco Oller
Francisco Manuel Oller y Cestero (Bayamón, 17 giugno 1833 – San Juan, 17 maggio 1917) è stato un pittore portoricano.
Fu l'unico pittore latinoamericano che contribuì allo sviluppo dell'impressionismo.
A lui è dedicato il Francisco Oller Museum.

## Biografia
A 18 anni venne espatriato per studiare pittura a Madrid, in Spagna, quindi nel 1858 si trasferì a Parigi, in Francia. Qui cantò nell'opera locale italiana, e diventò amico di altri portoricani espatriati.

## Opere
Alcune opere:

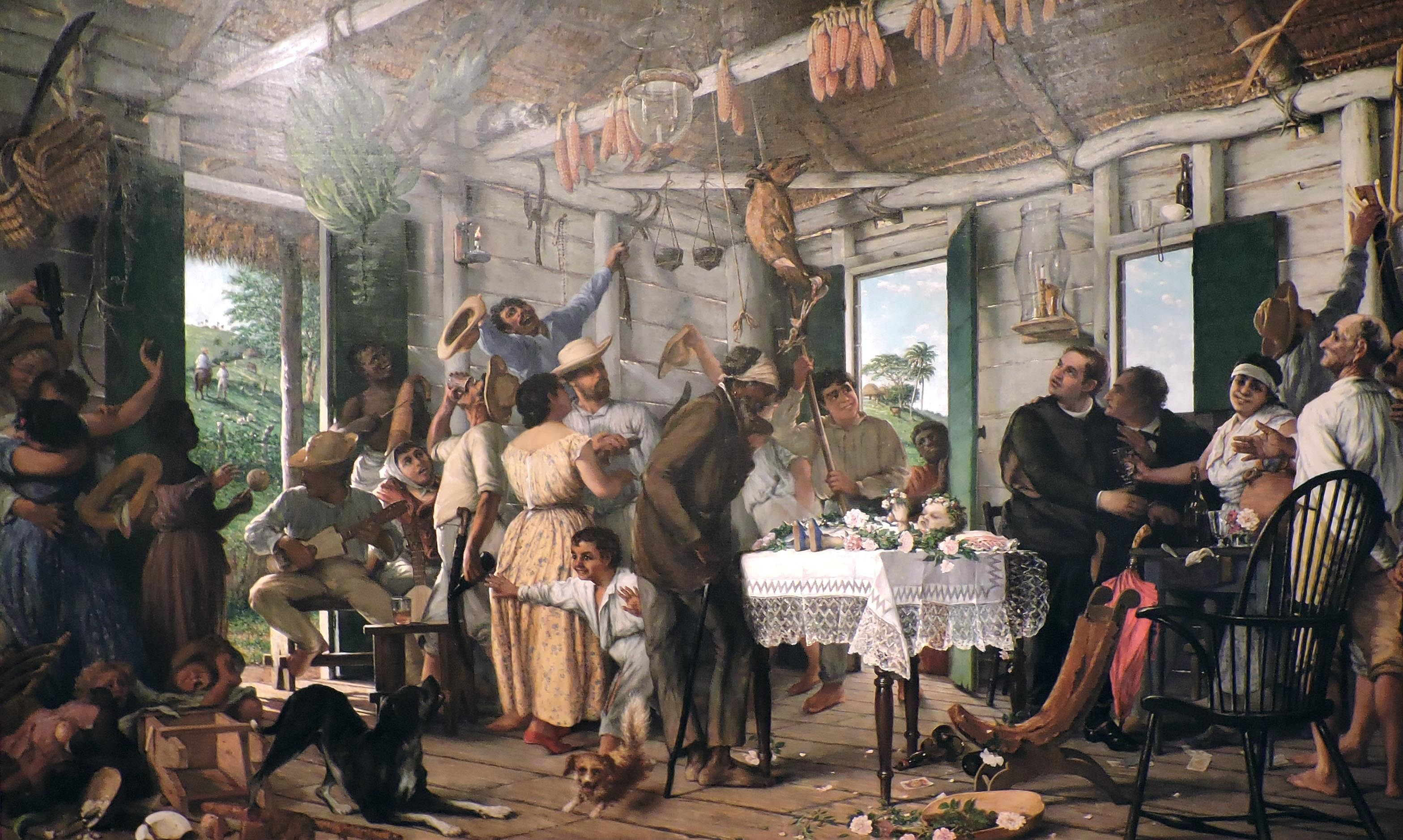
El velorio di Francisco Oller

- El pleito de la herencia (1854-1856)
- Retrato de Manuel Sicardó (1866-1868)
- Las lavanderas (1887-1888)
- La Escuela del Maestro Rafael Cordero (1890-1892)
- El Velorio (1893)
- Bodegón con piñas.
- El Cesante